# Sphincter
Un muscle sphincter (ou sphincter) est un muscle circulaire situé autour d’un conduit naturel (tube digestif, urètre, voies billiaires). Sa contraction permet de fermer partiellement ou totalement un orifice ou un conduit du corps.
Un muscle sphincter peut être constitué de fibres musculaires lisses ou de fibres musculaires striées. Les premiers sont contrôlés par le système nerveux autonome involontaire, et les deuxièmes sont contrôlés par le système nerveux somatique volontaire.

## Liste de sphincters
Les principaux sphincters sont :
- l'anus comporte deux sphincters, le sphincter interne de l’anus et le sphincter externe de l’anus, qui contrôlent la sortie des matières fécales du corps humain. Le sphincter interne de l'anus se contracte inconsciemment, et le sphincter externe de l'anus se contracte volontairement ;
- l'urètre comporte deux sphincters le muscle sphincter interne de l'urètre et le muscle sphincter externe de l'urètre, qui joue le même rôle pour la sortie de l’urine de la vessie, permise lors de la miction ;
- le pylore, placé en bas de l’estomac, qui interrompt le passage des aliments vers l’intestin grêle ;
- les sphincters de l’iris, responsables de la constriction et de la dilatation de la pupille ;
- le sphincter œsophagien inférieur, qui le sépare de la région cardiale de l’estomac ;
- sphincter de l’ampoule hépatopancréatique, anciennement appelé sphincter d’Oddi ou de Glisson ;
- les sphincters précapillaires, dont la contraction et la relaxation (déterminées par des facteurs locaux) permettent de contrôler le nombre de capillaires fonctionnels au sein d’un tissu ;
- les yeux des siréniens sont protégés par des sphincters plutôt que par des paupières.
- sphincter urétrovaginal, chez la femme.

Bien que longtemps considéré comme un sphincter, le muscle orbiculaire de la bouche n'en est en fait pas un, vu qu'il est composé de quatre muscles.